# Вычьях
Вычьях (Большая Торопковская) (устар. Вычь-Ях) — река в Ханты-Мансийском АО России. Устье реки находится в 53 км по правому берегу Северной протоки Оби. Длина реки составляет 80 км, площадь водосборного бассейна 620 км². Левый приток — Малая Речка.

## Данные водного реестра
По данным государственного водного реестра России относится к Верхнеобскому бассейновому округу, водохозяйственный участок реки — Обь от города Нефтеюганск до впадения реки Иртыш, речной подбассейн реки — Обь ниже Ваха до впадения Иртыша. Речной бассейн реки — (Верхняя) Обь до впадения Иртыша.